# 堀主知ロバート
堀 主知・ロバート（ほり かずとも ロバート 、 - Robert、1965年8月23日 - ）は、日本の実業家。IT関連企業であるサイバード創業者。日本名堀ロバート。アメリカ合衆国ワシントンD.C.出身、関西学院大学法学部卒業。

## 来歴
1965年（昭和40年）アメリカ合衆国ワシントンD.C.に生まれ、4歳からは和歌山県西牟婁郡、次いで兵庫県西宮市で育った。関西学院中学部・高等部、関西学院大学法学部を卒業。
1989年（平成元年）大学卒業後、マーケティングと福祉ビジネスを学ぶため英国ロンドンへ留学。
1990年（平成2年）祖父が経営する和歌山県・白浜町の旅館「川久（かわきゅう）」に入社。世界中から一流の職人を集めた新ホテルの建築プロジェクトへの参画から始まって様々な業務を経験。1992年（平成4年）ホテルの海外事業部を独立させる形で株式会社三祐インターナショナルを設立。その後、同館は新装され、会員制の豪華ホテル「ホテル川久」として再開業したが、バブル崩壊に直撃して、1995年（平成7年）約403億円の負債を抱えて会社更生法の適用を申請、倒産した。
1994年（平成6年）頃からインターネット関連事業を試みるようになり、同年出会い系サイト運営会社「パラダイスウェブ」を設立した。同社は一定の登録者と人気を得たものの、課金システムの不備と広告スポンサーの欠如から間もなく廃業した。
1998年（平成10年）オムロンの資金提供により携帯電話向けコンテンツ配信会社「サイバード」を設立、代表取締役社長となった。
2000年（平成12年）ジャスダック市場に上場（証券コード4823）。
2001年（平成13年）日本テレビで人気アナウンサーだったタレントの永井美奈子と結婚。同年10月に長男が誕生。
2002年（平成14年）米国『TIME』誌において「世界のビジネスに影響を与えた15人」に、『Business Week』誌アジア版では「The Star of Asia25」に選ばれた。
2005年（平成17年）ダボス会議を運営するスイス民間経済研究機関世界経済フォーラムより「若き国際的指導者（Young Global Leaders）」に選出。
2007年（平成19年）2月、第二子、長女が誕生。
2014年（平成26年）トリュフ専門レストラン「マルゴット・エ・バッチャーレ」を経営。
2016年（平成28年）7月5日、臨時株主総会でサイバード社長を退任。2年連続の赤字を理由にロングリーチグループの意向で、内海州史と経営交替。サイバード社長退任直後にアスリートを支援する会社 Oceansを設立した。
2020年（令和2年）パス代表取締役社長に就任したが、2021年（令和3年）6月30日に辞任。社長を務めていたOceansも、2021年9月8日に破産手続開始決定を受けた。
2021年（令和3年）株式会社フィスコ主催のYouTube新番組『新規上場社長の大志 ～Moment of Life～』のMCに抜擢。新規上場した企業のトップをゲストに迎え、自社と自身の現在・過去・未来を語る"投資家"・"起業家" 必見の経営者トークバラエティー番組。
2022年（令和4年）西麻布のトリュフ専門店マルゴット・エ・バッチャーレのオーナーで、Margottoグループ代表として「マルゴット・ハワイ」をオープン。ハワイでのレストラン事業の展開も行う。
2023年（令和5年）USA TODAY主催「2023年読者の選ぶベスト10、ハワイ最高のレストラン」でマルゴット・ハワイが1位を獲得した。

## 人物
- 趣味はトレイルランニングや100マイルマラソン（ウルトラマラソン）。理由は自分を追い込むのが好きだから[1]。
- 父親をはじめ、伯父や母方の兄弟に至るまで、ほとんどが関西学院大学出身。住まいは正門から徒歩3分という環境で育った。関学中学部に入学することは当たり前な環境だった[6]。
- 弟が1人いる[6]。
- 座右の銘は「百里の道も九十九里をもって半ばとせよ」。夢を叶える人とそうでない人の違いは、日々の小さな努力にあり[6]。
- 小さい頃からスポーツマン。小学生時代は水泳競技で西日本の記録を作った[4]。

## ビジネス論
- 「変化を恐れないこと。そして「ありがとう」から利益が生まれる」[6]。
- ビジネスの精神は＜Mastery　for　Service＞。一人でも多くの人から「ありがとう」を引き出すことが、成功の秘訣[6]。
- ビジネスの発想は、誰でも毎日生活をしていて「こんなことがあったらいいのになぁ」と思うこと。基本はそうしたことに気付く。そして、その気付きをいかにビジネスモデルにできるかどうか[6]。
- 取材で学生に対してアドバイスを求められ「もっと遊べ。人が考えつかないような遊びをしろ。今の若者は、すぐに「お金のかかることはできない」というが、金は知恵でなんとでもなります。方法論をとことん調べれば、できる道は必ず見つかるはずです。好きなことをとことん極めることも全て遊びの一つ。ポケットをいっぱいにして、自分自身が魅力的な人になれば、自然と周りに魅力的な人が集まり、しいては自分の夢ややりたいことが見つかるはず」と答えている[6]。

## モータースポーツ
本業のかたわら、モータースポーツにも興味を持ち、1989年よりカートやウェイクボードを始める。
資金的な行き詰まりや、ウェイクボードの事故により意識不明の怪我を負うなどのアクシデントもあり、一時引退。
2004年にクラシックレースに参戦し復帰。2008年から2014年にかけてFaust Racingよりスーパー耐久に参戦しているほか、2015年はインタープロトシリーズに参戦している。

## 出演

### テレビ
- 『直撃!トップの決断』（BSテレ東）[20]

### インターネット放送
- 『新規上場社長の大志 ～Moment of Life～』（YouTube番組）- ※MCレギュラー